# Les Invincibles (film, 1943)
Pour les articles homonymes, voir Les Invincibles.
Pour plus de détails, voir Fiche technique et Distribution.
Les Invincibles (Непобедимые) est un drame de guerre soviétique réalisé par Mikhaïl Kalatozov et Sergueï Guerassimov, sorti en 1943. 

## Synopsis
Automne 1941. Le siège s'est refermé autour de Leningrad, la ligne de front approche de Kolpino. Nastia Kovaleva, jeune ingénieur à l'usine d'Ijora, part pour Leningrad avec une foule de réfugiés, mais dans son sac à bandoulière, elle n'emporte pas ses robes préférées, mais ses dessins - elle se rend à l'usine Kirov, chez Rodionov, un ingénieur concepteur qui lui a un jour proposé de travailler avec lui. Pendant les jours difficiles du blocus, dans le froid incroyable et la faim, alors que la ligne de front se trouve déjà le long de la clôture de l'usine, elle travaillera modestement dans le bureau d'études. Nastia n'accomplira aucun exploit particulier ; elle travaillera aussi longtemps qu'elle le pourra, elle attendra ses proches depuis le front, elle croira en la victoire, mais ce n'est qu'avec son aide discrète que Rodionov pourra mettre en place la production d'un nouveau char d'assaut.

## Fiche technique
- Titre français : Les Invincibles[1]
- Titre original : Непобедимые, Nepobedimye[2]
- Réalisation : Mikhaïl Kalatozov, Sergueï Guerassimov
- Scénario : Mikhaïl Bleiman (ru), Mikhaïl Kalatozov, Sergueï Guerassimov
- Photographie : Sergueï Kabanovski, Mikhaïl Maguid
- Musique : Venedikt Pouchkov
- Décors : Anatoli Bossoulaïev
- Société de production : Lenfilm, Kazakhfilm
- Pays d'origine :  Union soviétique
- Langue originale : russe
- Format : Noir et blanc - 1,37:1 - Son mono - 35 mm
- Genre : drame de guerre
- Durée : 94 minutes
- Dates de sortie :
  - Union soviétique : 23 janvier 1943

## Distribution
- Boris Babotchkine : Rodionov
- Tamara Makarova : Nastia Kovaleva
- Aleksandr Khvylia : Pronine
- Piotr Aleïnikov : Gricha
- Boris Blinov : Bondarets
- Piotr Kirillov : Krasnocheïev
- Nikolaï Tcherkassov-Sergueïev (ru) :